# Sankt Georgen am Kreischberg
Sankt Georgen am Kreischberg osztrák község Stájerország Muraui járásában. 2017 januárjában 1794 lakosa volt.

## Elhelyezkedése

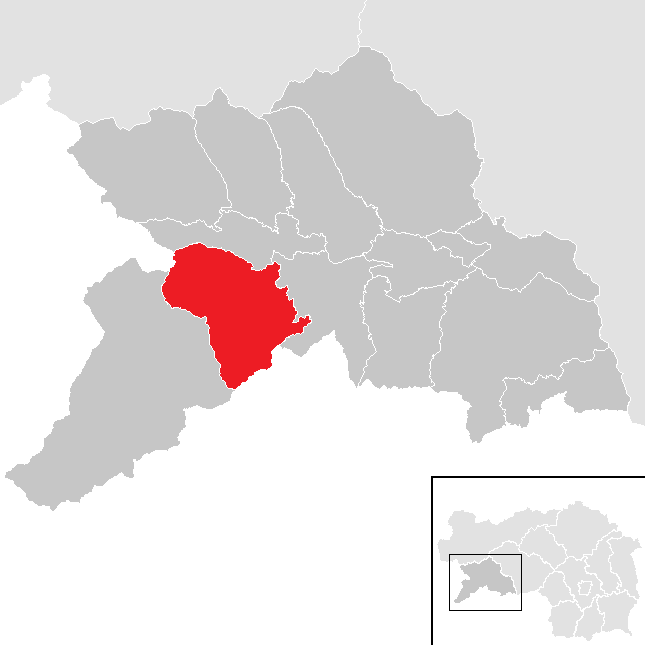
Sankt Georgen am Kreischberg a Muraui járásban

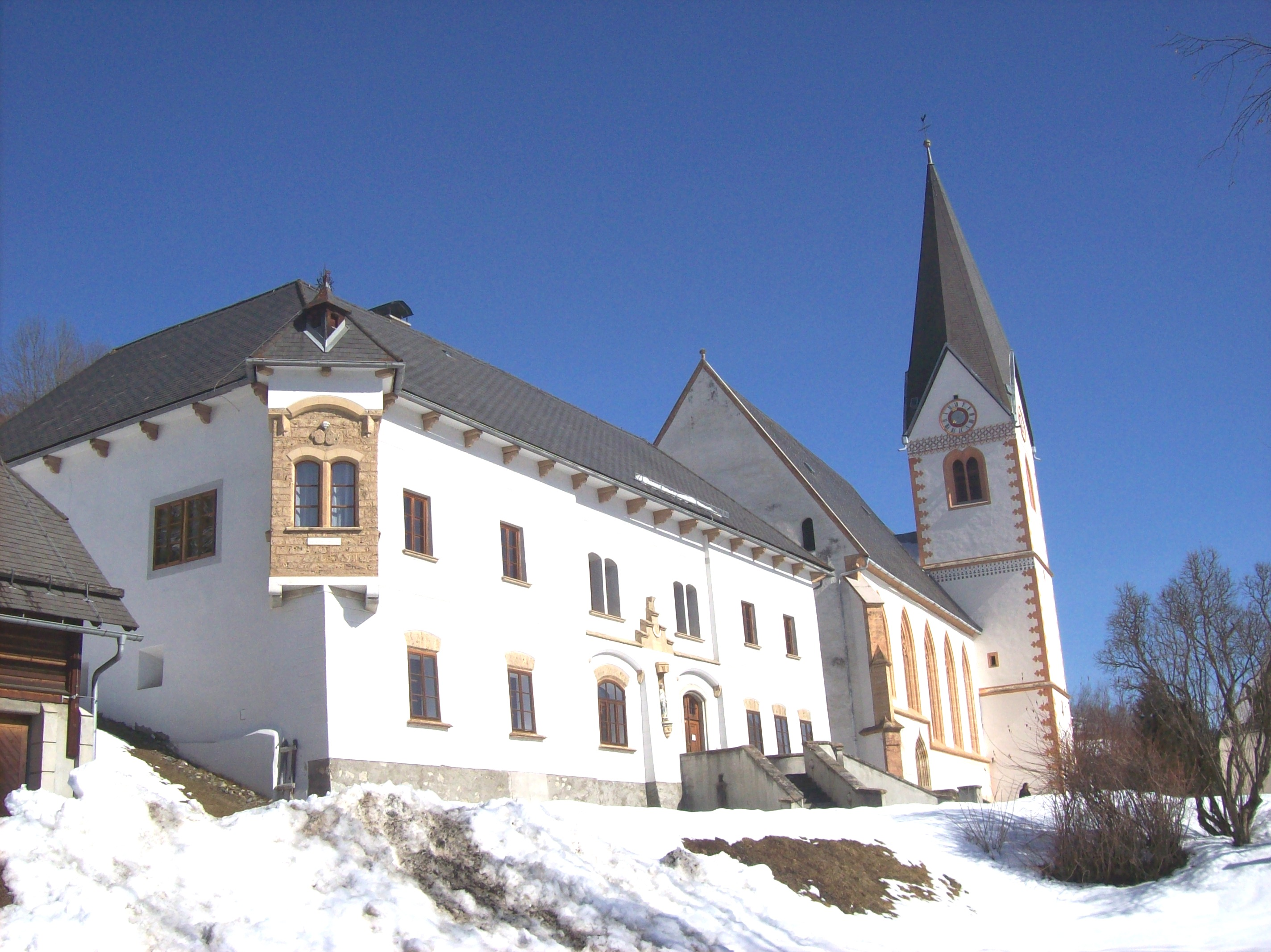
A Szt. György-templom és a plébánia

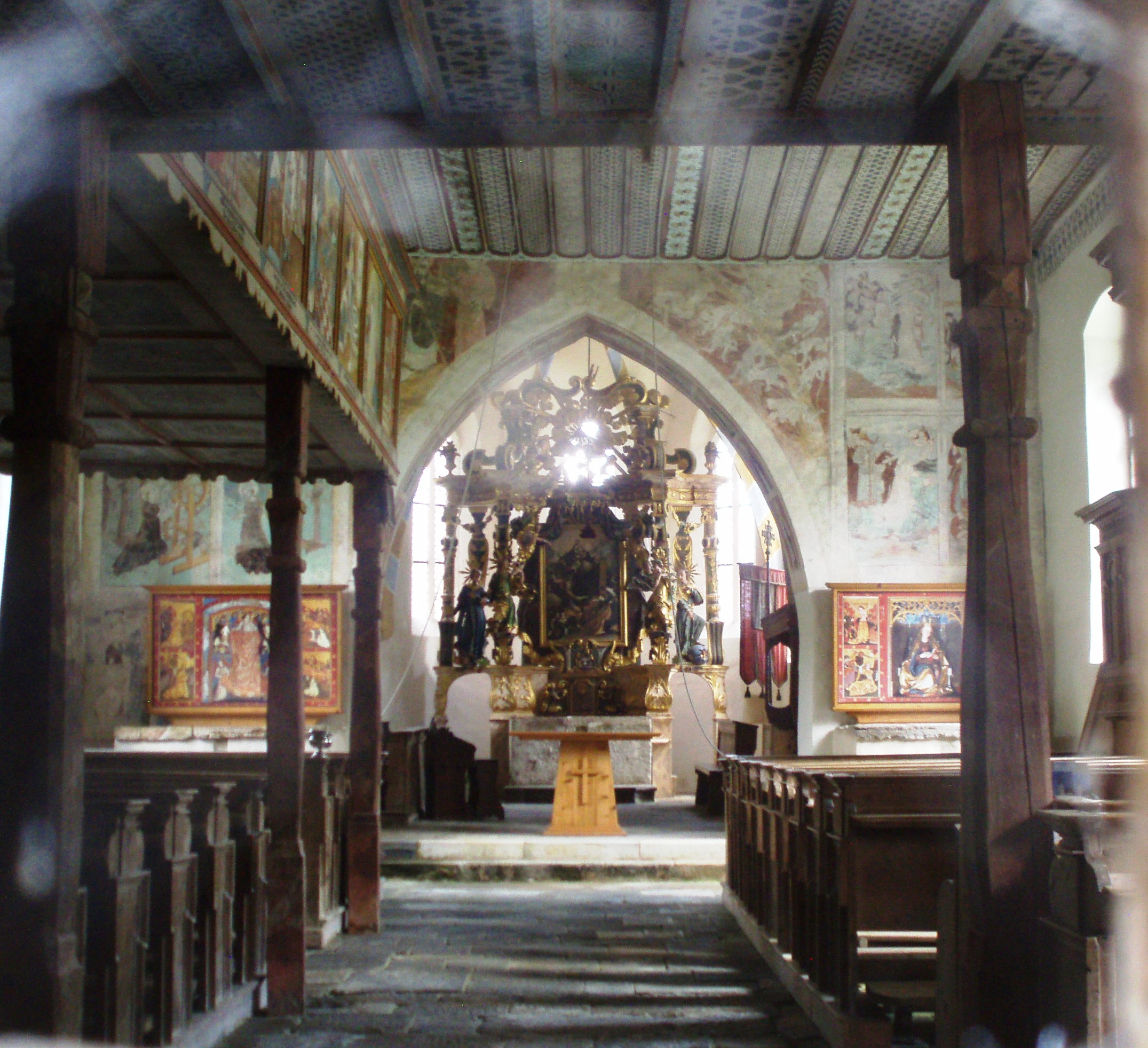
A Szt. Cecília-templom belső tere

Sankt Georgen am Kreischberg Felső-Stájerországban fekszik a Mura mentén. Hozzá tartozik a Kreischberg síközpontja, ahol 2003-ban és 2015-ben snowboard-világbajnokságot rendeztek. Területén található a bodendorfi vízierőmű. Az önkormányzat 6 települést egyesít (valamennyit a saját katasztrális községében): Bodendorf (185 lakos), Falkendorf (175), Lutzmannsdorf (178), Sankt Georgen ob Murau (360),  Sankt Lorenzen ob Murau (633), Sankt Ruprecht ob Murau (279).
A környező önkormányzatok: északra Ranten, keletre Murau, délre Metnitz (Karintia), délnyugatra Stadl-Predlitz, északnyugatra Tamsweg (Salzburg).

## Története
A község a 2015-ös stájerországi közigazgatási reform során jött létre Sankt Georgen ob Murau és Sankt Ruprecht-Falkendorf egyesítésével.
Bodendorf első említése 1152-ből származik, amikor Emma von Treffen grófnő (lánykori nevén von Pux), fivérei jóváhagyása mellett Sittich kolostorának adományozta "Babindorf" falut.
A feudális birtokrendszert az 1848-as bécsi forradalom után számolták fel, és megalakultak Sankt Georgen, Sankt Ruprecht és Falkendorf önálló községi tanácsai. A térség Ausztria 1938-as Anschlussa után a Stájerországi reichsgauhoz tartozott, a második világháború után 1955-ig pedig a brit megszállási zónába került.
2005-ben Sankt Ruprecht és Falkendorf önkormányzatait egyesítették, majd 2015-ben került sor a Sankt Georgennel való unióra.

## Lakosság
A Sankt Georgen am Kreischberg önkormányzat területén 2017 januárjában 1794 fő élt. A lakosságszám 1991 óta (akkor 1998 fő) csökkenő tendenciát mutat. 2015-ben a helybeliek 93,9%-a volt osztrák állampolgár; a külföldiek közül 1,4% a régi (2004 előtti), 4% az új EU-tagállamokból érkezett. 2001-ben Sankt Georgen ob Murauban a lakosok 93,8%-a római katolikusnak, 1,6% evangélikusnak, 3,1% pedig felekezet nélkülinek vallotta magát. Ugyanekkor 3 magyar élt a községben.

## Látnivalók
- a Kreischberg síközpontja

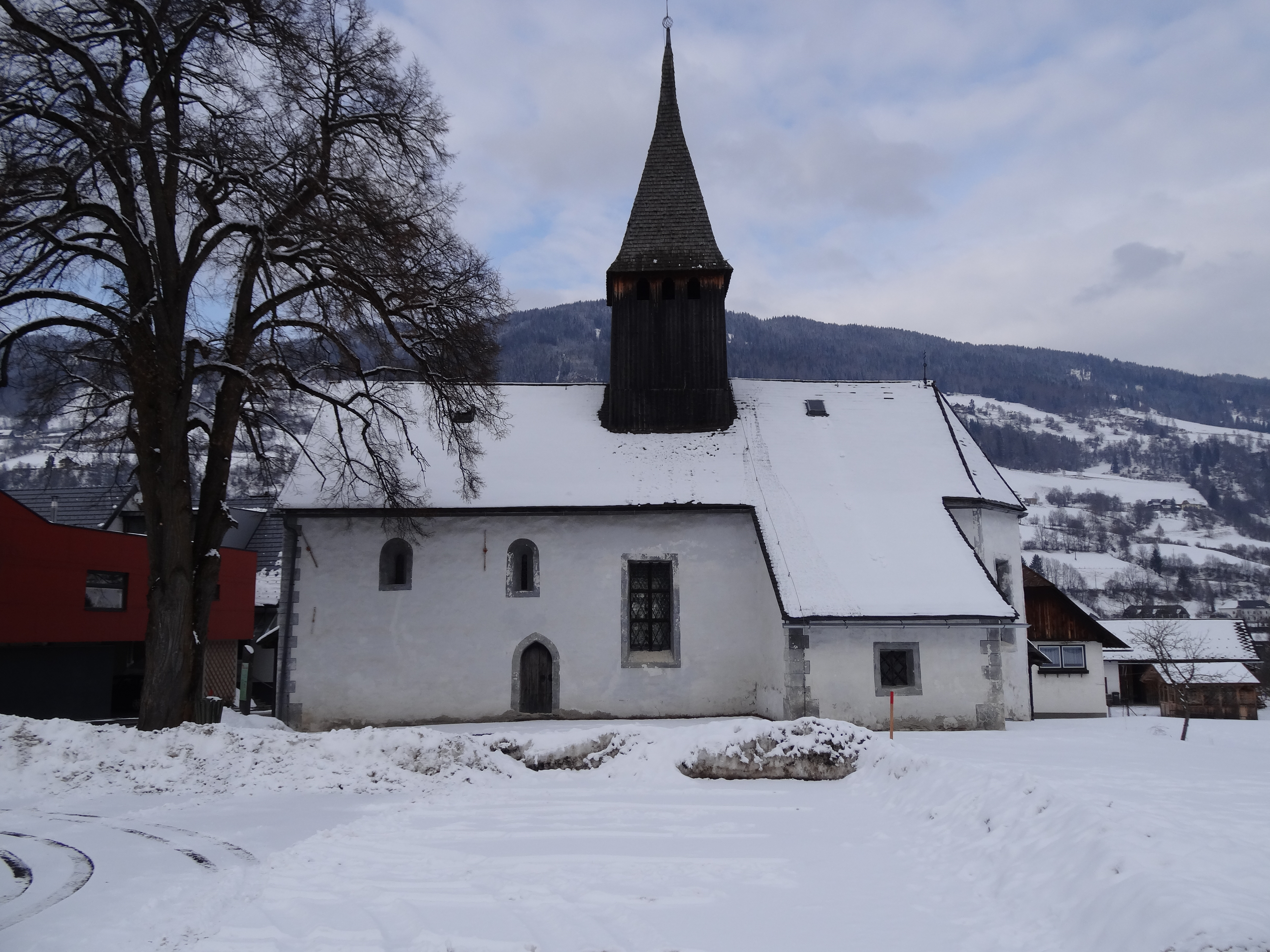
A Szt. Lőrinc-templom

- St. Georgen Szt. György-plébániatemploma és plébániája
- a bodendorfi Szt. Cecília-templom
- St. Lorenzen Szt. Lőrinc-temploma
- St. Ruprecht plébániatemploma
- a Haslerhube hegyi tanya műemlék faházai
- St. Ruprecht stájer famúzeuma
- a St. Georgeni passiójátékok
- minden második évben húshagyó kedd előtti hétfőn rendezik meg a muraui farsangi versenyt tréfás versenyszámokkal, a nap végén álarcosbállal. A rendezvényt az UNESCO Ausztria szellemi kulturális örökségeként ismert el.

## Híres Sankt Georgen-iek
- Franz Murer (1912–1994) SS-tiszt, az ún. „vilniusi mészáros“

## Fordítás
- Ez a szócikk részben vagy egészben  a   Sankt Georgen am Kreischberg című német Wikipédia-szócikk ezen változatának fordításán alapul.  Az eredeti cikk szerkesztőit annak laptörténete sorolja fel. Ez a jelzés csupán a megfogalmazás eredetét és a szerzői jogokat jelzi, nem szolgál a cikkben szereplő információk forrásmegjelöléseként.